# Neodiplothele fluminensis
Neodiplothele fluminensis är en spindelart som beskrevs av Cândido Firmino de Mello-Leitão 1924. 
Neodiplothele fluminensis ingår i släktet Neodiplothele och familjen Barychelidae. Inga underarter finns listade i Catalogue of Life.